# Sándor Müller
Sándor Müller (Budapest, 21 de septiembre de 1948-3 de abril de 2024) fue un futbolista húngaro. Jugó de centrocampista en la Primera división húngara, belga y española. Fue diecisiete veces internacional absoluto con su país, y formó parte en la Copa Mundial de España 1982.

## Trayectoria
Müller se inició en el III. Kerületi TTVE en el que estuvo en sus categorías inferiores hasta 1968. Con 20 años se convirtió en jugador del Vasas Sport Club y lo dejó con 32 años -desde 1968 a 1980-, en total sumó 318 partidos jugados en liga y 56 goles anotados. En el Vasas jugó Champions, Copa de la UEFA y Recopa de Europa, además de ganar varios títulos en competiciones de clubes en Hungría. En la temporada 1980/81 jugó en la máxima categoría belga con el Royal Antwerp. Siguientemente jugó dos temporadas en el Hércules Club de Fútbol en Primera y Segunda división respectivamente. En la temporada 1983/84 regresó a su club de toda la vida, y al finalizar la campaña se retiraría en el Leopoldstadt en las categorías más bajas del fútbol austríaco.
Con la selección húngara jugó 17 encuentros y anotó un gol. Participó en el Mundial de España 1982, donde jugó en el estadio José Rico Pérez de Alicante, donde precisamente jugaba en esos momentos con el Hércules. En la temporada 1989/90 entrenó al Vasas.

## Clubes
| Club                | País    | Año       |
| ------------------- | ------- | --------- |
| Vasas S. C.         | Hungría | 1968-1980 |
| Royal Antwerp F. C. | Bélgica | 1980-1981 |
| Hércules C. F.      | España  | 1981-1983 |
| Vasas S. C.         | Hungría | 1983-1984 |
| F. C. Leopoldstadt  | Austria | 1984-1988 |